# Knebworth

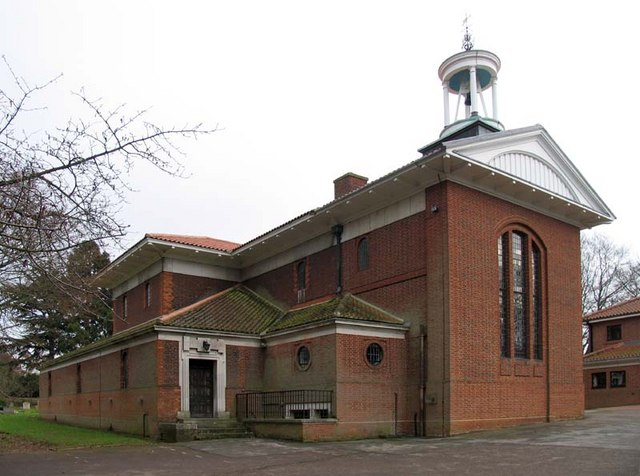
Kenbworth

Knebworth és un poble i parròquia situat en el nord de Hertfordshire (Anglaterra, Regne Unit), immediatament al sud de Stevenage. La parròquia està situada entre els pobles de Datchworth, Green Woolmer, Codicote, Kimpton, Whitwell, Walden San Pablo i Langley, i abasta la localitat de Knebworth, el petit poble de Old Knebworth i Knebworth House.

## Història
Hi ha evidència de persones vivint en la zona ja en el neolític i se l'esmenta en el Llibre de Domesday de 1086, on se'l coneix com a Chenepeworde (la granja pertanyent a Dane, Cnebba) amb una població de 150 habitants. El poble original, ara conegut com a Old Knebworth, està situat al voltant de Knebworth House. El desenvolupament del nou llogaret Knebworth es va iniciar al segle xix, centrat a una milla a l'est de Old Knebworth, en la nova estació de ferrocarrils i la Gran Carretera del Nord (posteriorment A1 i ara B197).
Des del 1974, Knebworth ha estat famós pel Festival de Knebworth a l'aire lliure de grups rock i pop a Knebworth House, com el que va fer Pink Floyd el 1975 per presentar "Wish You Were Here", el de Led Zeppelin el 1979, l'últim concert en directe de Queen el 1986, Oasis que va vendre 125.000 entrades en cadascun dels dos xous del 10 i 11 d'agost de 1996; Robbie Williams que va actuar-hi tres nits el 2003, aplegant 375.000 assistents.

## Instal·lacions i llocs d'interès
Knebworth té un club de futbol, que no participa en les primeres divisions de la lliga, anomenat FC Knebworth, que juga a l'Àrea Recreativa de Knebworth.
L'estació de tren de Knebworth pertany a la línia que acaba a l'Estació de London King's Cross per una banda i a Cambridge o Peterborough per l'altra.
Els boscos de Knebworth (Knebworth Woods) són una reserva natural considerada lloc d'especial interès científic.

### Esglésies
- St Martin's, Església d'Anglaterra, consagrada el 1915
- St Mary's, Església d'Anglaterra, amb algunes parts del 1120
- St Thomas More, Església Catòlica Romana, construïda el 1936
- Trinity Church, una cooperació ecumènica local entre l'Església Metodista i l'Església Reformada Unida, construïda el 1996 però amb arrels al poble que es remunten a 1880